# Arțar
Arțarul (Acer platanoides), numit și paltin de câmp, este o specie de arbori din familia Aceraceae, după sistemul Cronquist (1981) sau Sapindaceae după sistemul APG III (2009).

## Descriere
Este un arbore rezistent, cu lemnul alb și tare, cu frunze caracteristice, lucioase, despicate în cinci varfuri lungi și ascuțițe, de 10 – 18 cm diametru, cu sinusuri larg rotunjite. Pețiolul frunzei este lung; frunza are o sevă lăptoasă. Toamna frunzele se colorează în galben-auriu ajungând până la roșu. Are flori de culoare galben verzuie, grupate în inflorescențe care se deschid în aprilie-mai înaintea apariției frunzelor. Fructul este format din două seminte alăturate, de 8 - 10 centimetri, cu aripioare late ce formează un unghi obtuz.
Arțarul este iubitor de climat călduros dar rezistent la geruri. Crește și se dezvoltă bine pe soluri uscate, dar fertile cu conținut mare de calciu. Rezistă bine și la semiumbră. Crește până la 30 de metri. Este rezistent la fum și praf, motiv pentru care se folosește de-a lungul șoselelor și autostrăzilor, în perdele de protecție.
Este un arbore cu frunze subțiri, palmate, fructe disamare cu aripi în unghi obtuz și are lemnul alb, elastic și rezistent. Forma coroanei este ovoidă cu ramuri divergente. A fost ales ca simbol al Canadei, deoarece corespunde diviziunii teritoriale în zece provincii și trei teritorii.